# アイストゥルフ
アイストゥルフまたはアストルフォ（ラテン語: Aistulfus, イタリア語: Astolfo, 756年没）は、フリウーリ公（在位：744年 - 749年）、ランゴバルド王（在位：749年 - 756年）、スポレート公（在位：751年 - 756年）。父はフリウーリ公ペッモである。

## 生涯
744年に兄のラトキスがランゴバルド王となると、アイストゥルフはフリウーリ公を譲られ、749年にラトキスが退位すると王位を継いだ。ランゴバルド王となったアイストゥルフは751年に東ローマ帝国領のラヴェンナを征服して総督府を滅ぼし、同じく帝国領のイストリア半島を征服した。また教皇に対しても圧迫を強め、人頭税を要求してローマを脅かした。
東ローマ帝国の支援を期待できなくなったローマ教皇は、北方のフランク王国で強大な権力を持つアウストラシア宮宰のカロリング家を頼ろうとした。739年、グレゴリウス3世はカール・マルテルにイタリアへの介入を要請したが、カール・マルテルはランゴバルド王国との同盟を優先しこれを拒否した。753年、ステファヌス2世はカール・マルテルの息子ピピン3世の元を訪れた。ピピン3世は先立つ751年にザカリアスの支持を受けてフランク王になっていた。その見返りとしてピピン3世はステファヌス3世の要請に応じ、アルプス山脈を越えてアイストゥルフを破った。ピピン3世は、アイストゥルフに征服されていた旧ラヴェンナ総督領（エミリア＝ロマーニャやペンタポリス）やローマ公国領を教皇に寄進した。
756年、アイストゥルフは狩猟中の落馬事故で死去した。ランゴバルド王はデシデリウス、スポレート公はアルボインが継いだ。フリウーリ公はアイストゥルフが749年に王位についた時に、妻ギスアルトルダの兄弟のアンセルムに譲っていたが、デシデリウスはアンセルムを追放しペトルスを公位につけた。